# Френк Шу
Френк Шу (енгл. Frank Shu; Куенминг, 2. јун 1943 — 22. април 2023) био је амерички астрофизичар, астроном и аутор. Радио је као професор астрономије на Универзитету Калифорније у Берклију, као и на Универзитету Калифорније у Сан Дијегу. 

## Истраживања
Френк Шу је пионир у неколико теоријских области астрофизике, укључујући и порекло метеорита, рођење и рану звездану еволуцију, и структуру спиралних галаксија. Један од његових најцитиранијих радова је објављен 1977. године и описује сажимање молекуларних облака и формирање звезде. Овај модел, иако је критикован од неких, је основа за већину радова на тему звездане еволуције, и настанка планетарних система. 

## Почасти и награде
- 1977. година, добитник Хелен Б. Варнер награда за астрономију.
- 1987. година, постаје члан америчке Академије наука.
- 1990. година, академик тајванске академије Sinica.
- 1992. година, сарадник америчке Академије уметности и науке.
- 1996. година, Оорт професор на Леиден универзитету у Холандији.
- 1996. година, добитник Брувер награде (Одељење за динамичку астрономију).
- 2000. година, добитник Дани Хеинеман награде за астрофизику.[2]
- 2003. година, постаје члан Америчког филозофског друштва.
- 2009. година, добитник Шав награде за животно дело и доприносе теоријској астрономији.[3]
- 2009. година, добитник Брус медаље.
- Прстен астероида 18238 Франкшу је назван по њему.